# Washington-on-the-Brazos

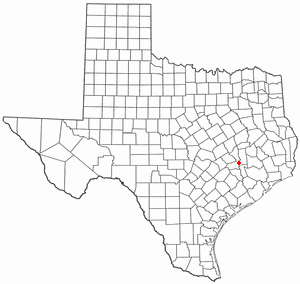
Lage in Texas

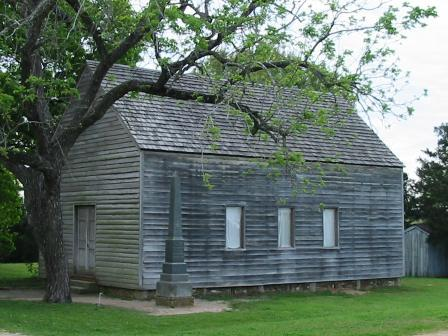
Nachbau des Gebäudes, in welchem die Unabhängigkeitserklärung unterzeichnet wurde. Eine Inschrift sagt: “Here a Nation was born” (Hier wurde eine Nation geboren).

Washington-on-the-Brazos war eine Siedlung am Ufer des Brazos River in Texas, das damals ein Teil von Mexiko war.
Hier wurde im Jahre 1836 die Republik Texas ausgerufen. Der Name Washington-on-the-Brazos wurde dabei verwendet, um die Siedlung von Washington-on-the-Potomac zu unterscheiden. Der Ort war lediglich ein kleines Städtchen an einer Flussfähre.

## Geschichte
Am 1. März 1836 kamen Delegierte aller Gemeinden in Texas hier in einem halbfertigen Gebäude zusammen. Bei Temperaturen nur wenig über dem Nullpunkt schrieben sie eine Verfassung und bildeten eine Übergangsregierung. Die Texanische Unabhängigkeitserklärung wurde am 2. März verkündet und die Verfassung am 16. März angenommen. Am Tag darauf mussten die Delegierten und mit ihnen die Einwohner der Siedlung fliehen, um der anrückenden mexikanischen Armee zu entgehen.
Die Bewohner kehrten später zurück, als nach der Schlacht von San Jacinto die mexikanische Armee geschlagen war. Die Führung des Ortes versuchte daraufhin, Washington als Hauptstadt durchzusetzen, die Regierung von Texas entschied sich aber für Waterloo, das später in Austin umbenannt wurde.
Washington County wurde durch die Gesetzgebung der Republik Texas 1836 geschaffen und im darauffolgenden Jahr gebildet. Washington-on-the-Brazos wurde zum County Seat bestimmt. Trotz der Verlegung desselben nach Brenham im Jahre 1844 blieb die Stadt ein wichtiges Zentrum für den Handel mit Baumwolle, bis in der Mitte der 1850er Jahre beim Bau der Eisenbahn die Strecke an der Stadt vorbeigeführt wurde. Der Amerikanische Bürgerkrieg forderte ebenfalls seinen Tribut, und zur Jahrhundertwende 19./20. Jahrhundert war der Ort praktisch verlassen.
Der Staat Texas erwarb im Jahre 1916 rund 202.000 m² Fläche an der ursprünglichen Stelle und erbaute eine Nachbildung des Gebäudes, in welchem sich die Delegierten getroffen hatten. Anliegendes Gelände wurde 1976 und 1996 erworben. Die Stelle liegt zwischen Brenham und Navasota, abseits des Texas State Route 105 und auf dem Gelände befinden sich außerdem noch ein Museum und eine Bücherei.
In Houston ist die nach Westen führende Washington Avenue nach Washington-on-the-Brazos benannt.